# Il destino del regno
Il destino del regno è un romanzo fantasy di Herbie Brennan, quarto capitolo della serie de La guerra degli elfi.

## Trama
Il libro inizia da dove era finito il precedente, ossia con Aurora che chiede ad Henry di rimanere nel Regno degli Elfi e di sposarlo. Tuttavia Henry non se la sente di abbandonare la sua famiglia e torna nel Mondo Analogo. Dopo due anni lontano dal Regno, quando crede di averlo dimenticato per sempre, incontra nel giardino della casa del signor Fogarty (che ufficialmente è andato a trovare la figlia in Nuova Zelanda, ma in realtà è il viceré nel Regno) il principe Pyrgus e Nymph, che ora è sua moglie. Tuttavia Pyrgus ha un aspetto più vecchio rispetto alla sua età: ha 18 anni ma ne dimostra più di 30. La colpa è della Febbre Temporale (FT), una misteriosa malattia iniziata quasi due anni prima con Jalindra, un'Elfa della Notte di 4 anni che dopo un anno e mezzo è morta di vecchiaia. La febbre, spiega Pyrgus ad Henry, consuma il futuro, cioè manda in coma ogni tanto e durante questo coma la persona malata consuma il proprio futuro, invecchiando (e non solo esteriormente) di tanti anni quanti ne ha vissuti nel coma. Solo che gli elfi non ricordano nulla del futuro che hanno visto. Pyrgus e Nymph sono lì perché l'effetto della Febbre nel Mondo Analogo si interrompe e anche per cercare Henry ed informarlo che il signor Fogarty ha preso la FT e vuole vederlo, rifiutandosi di tornare nel Regno della Terra.
Henry effettua la traslazione insieme a Nymph e parla col signor Fogarty, che gli dice che gli elfi in realtà non capiscono nulla della vera magia: la vera magia è, ad esempio, il bruco che si trasforma in farfalla, secondo il viceré. Poi, quando Henry gli chiede nuovamente di tornare nel Mondo Analogo, Fogarty accetta. Tuttavia mentre Henry lo attende davanti al maestoso portale del Palazzo, lo raggiunge Aurora che lo informa che il signor Fogarty è morto.
Mentre il giovane e la Regina sono nelle cucine a consolarsi per la morte del viceré, d'improvviso sopraggiunge Madama Circe che alle spalle usa un trasportincanto su Henry.
In tutto ciò, Jasper Bombix viene iniziato alla Fratellanza dal suo ex-socio Silas Sulfureo, setta religiosa un tempo gloriosa, ma ora, ad opinione di molti, decaduta e, secondo molti tra cui Bombix, ridicola. Il vero motivo dell'iniziazione è la mancanza di fondi: alla setta servono i soldi di Bombix. Ed il capo della Fratellanza è proprio Rodilegno. Bombix accetta la cerimonia d'iniziazione solo perché ora opera come spia per Madama Circe e vuole passarle informazioni segrete sulla Fratellanza. Riesce comunque a seguire Sulfureo fino a casa sua e quando lo raggiunge scopre che il vecchio si è fatto seguire appositamente per mostrargli una cosa di grandissimo valore. È talmente preziosa che Sulfureo vuole immediatamente nasconderla; quindi parte insieme a Bombix alla volta del Buthner, regione desertica ed inospitale.
Ironia della sorte, è proprio nel Buthner che Henry è stato trasportato. Il giovane si risveglia dentro una tomba buia e viene attaccato da un mostriciattolo umanoide. Si salva solo strappando una specie di tenda e facendo entrare luce a fiotti, perché la creatura non può essere lambita dalla luce solare. Quindi comincia a vagare nel deserto senza meta fino a che non sviene. Si risveglia scoprendo che è stato soccorso da un ragazzino nudo dalla pelle blu di nome Lorquinianus (in breve Lorquin), che appartiene alla tribù dei Luchti, che vive nel deserto e sa come sopravviverci. Il piccolo deve effettuare un rito di passaggio per diventare uomo: tramite lui Henry apprende che la creatura che l'ha aggredito si chiama vaettir e il rito che deve effettuare sta nell'uccidere il draugr, mostruoso padre (anzi, come capisce Henry in seguito, madre e regina) dei vaettir. Henry è, secondo i canti dei Luchti, il "Compagno" di Lorquin, ossia colui che l'avrebbe aiutato ad uccidere il draugr.
Madama Circe scappa dalla prigione in cui era stata rinchiusa accusata di tradimento. Intanto Pyrgus vuole partire per raggiungerla, ma viene intercettato da Aurora, che si fa spiegare tutto dal fratello: il signor Fogarty, a differenza degli elfi, ricordava il futuro che vedeva. Nei due attacchi di febbre che aveva avuto, aveva visto due versioni differenti del futuro: in una Henry trovava una cura e salvava il Regno; nell'altra Henry non trovava nessuna cura, tutti morivano ed il Regno degenerava. Per questo Madama Circe aveva trasportato Henry: perché così aveva visto il signor Fogarty nel futuro "buono". Quindi i due raggiungono Madama Circe, che constata che ora, con l'intervento di Aurora, sono entrati in una terza versione del futuro e purtroppo senza sapere che esito avrebbe avuto. Quindi decidono anche loro di partire per il Buthner (perché il viceré ricordava che approssimativamente la zona dove Henry sarebbe arrivato col trasportincanto era il Buthner) e lì, ospiti dall'Arconte dell'Hass-Verbim (paese limitrofo al Buthner), Pyrgus ha un altro attacco di Febbre e viene messo in stasi e rispedito nel Mondo Analogo insieme a Nymph. Quindi Aurora, travestendosi da ragazzo, decide di esplorare il deserto su un cocchio automatizzato cercando Henry.
Nel frattempo Henry e Lorquin seguono il vaettir che aveva aggredito il ragazzo per arrivare al draugr; lo raggiungono e mentre Henry distrae i vaettir, Lorquin uccide il draugr.
Intanto Bombix e Sulfureo raggiungono le Montagne della Follia(Koob ban Eretz Evets), chiamate così perché, a causa di un'illusione, a volte si vedono ed a volte no. Si addentrano in esse e nascondono la preziosa cassa contenente l'oggetto. Dopodiché Sulfureo decide di evocare lo Jormungand, o Serpente di Midgard mostruoso ed enorme serpente, come guardiano. Midgard è un livello di realtà che comprende sia il Regno degli Elfi che il Mondo Analogo. Tuttavia Loki, uno degli Antichi Dei, detto l'Imbroglione per le sue doti teatrali nonché padre dello Jormungand, traffica col rito e appare al cospetto del demonologo che vuole usare Bombix come sacrificio richiesto dall'evocazione. Però questi se la dà a gambe e torna da Madama Circe.
Lord Rodilegno ordina ad un danzanubi di rintracciare Sulfureo nel Buthner. Contemporaneamente Aurora raggiunge una comunità monastica nel deserto dove incontra l'Abate ed il Purlisa (tradotto alla lettera come "Prezioso"), ossia un uomo che ha raggiunto un alto livello di purezza di spirito, equivalente circa ad un Santo del nostro mondo. Questi vede oltre il travestimento e scopre che è una ragazza, perciò lei, comprendendo che mentire non sarebbe servito, rivela di essere anche la Regina. I due uomini quindi le raccontano il mito del Serpente di Midgard: nato da Loki con una gigantessa, è un serpente di mare che fu scaraventato nel grande oceano circondante Midgard. Lì cominciò a crescere sempre di più fino ad essere enorme e a causare devastazione nel mondo. La cosa finì quando un eroe, armato di una speciale mazza ferrata, lo mise fuori combattimento ed egli rimpicciolì. Quindi indirizzano Aurora in una caverna sulle Montagne della Follia dicendole che c'è Henry e facendola accompagnare da un charno di nome Uno che trasporta le sue cose, tra cui anche la mazza. Prima però le mostrano Sulfureo, anche se non lo conoscono, impazzito a causa del danzanubi di Rodilegno. 
Madama Circe viene messa al corrente da Nymph che Pyrgus ha preso una malattia analoga, quindi si reca nel Mondo Analogo per guarirlo e scopre che ha preso la FT, che ora non si blocca più in quella dimensione. Quindi ritraslano Pyrgus nel Regno e anche Nymph si ammala: entrambi vengono messi in stasi.
Henry e Lorquin raggiungono i Luchti, che vivono sotto la sabbia del deserto. Si esegue un rito annuale per il passaggio di Lorquin e durante questo rito c'è il contatto tramite un'arca con un certo "Charaxes", che all'inizio Henry pensa sia una specie di divinità che i Luchti osannavano. Poi però Charaxes vuole parlare con Henry e il giovane parla con il signor Fogarty, che gli dice che da morto può vedere il futuro e sa esattamente cosa deve fare per liberare il Regno: deve salvare Aurora, che è sulle Montagne della Follia. Quindi Henry capisce che Charaxes è una parola plurale ed i Charaxes sono gli antenati dei Luchti.
Nel frattempo Aurora si addentra nella caverna da sola e senza la mazza nonostante Bombix e il charno avessero cercato di fermarla. La spia si precipita da Madama Circe, mentre il charno può solo aspettare Henry. Aurora vaga per il labirinto di gallerie e reincontra Uno che però si rivela essere Loki travestito: il dio le ruba il filamento luminoso che avrebbe usato per uscire dalla caverna e si nasconde.
Lorquin ed Henry lasciano i Luchti e si mettono in cammino per le montagne. Rintracciano l'apertura e trovano il vero charno Uno fuori dalla caverna. Questi dice ad Henry che Aurora è li dentro e gli consegna una torcia. Il giovane entra da solo, ma dopo un po', quando la torcia (che era automatica) si accende, scopre che Lorquin ed il charno l'avevano seguito. Quindi il ragazzo Luchti, seguendo la pista olfattiva, lo riesce a condurre nella caverna dov'era Aurora (dopo molti tentativi a vuoto).
Intanto Aurora raggiunge Loki, che "prepara" con i suoi poteri la caverna, come se fosse un film o una recita: chiude tutte le gallerie tranne quella per far entrare Henry (compresa quella limitrofa in cui era l'oggetto), blocca la luce e trasforma temporaneamente Jormungand in un drago. Poi lacera la camicia di Aurora e la fa ritrovare incatenata su un pilastro sotto il quale c'era una piattaforma che poggiava dentro un ruscello di lava. Poi se ne va.
A Palazzo Madama Circe convoca Lord Rodilegno per interrogarlo, ritenendo fosse lui la causa della Febbre Temporale. Ma durante l'interrogazione ha un attacco di FT e sarebbe morta avvelenata da Rodilegno se per puro caso non fosse entrato in quel momento Croesus (il Capo Guaritore) per informarla che nonostante la stasi Pyrgus e Nymph invecchiavano ancora. Quindi sebbene priva di utilità, anche Madama Circe viene messa in stasi.
Henry, Lorquin e il charno raggiungono la caverna ed attaccano il drago invano. Poi Aurora riesce a liberarsi perché le manette cedono. Nonostante la mazza sia pesantissima e nessuno riesca a sollevarla, Henry ed Aurora provano ad alzarla insieme con successo: la calano sulla testa del drago che per un attimo si ritrasforma nel Serpente e poi scompare. Tutta la scena preparata da Loki scompare ed i quattro vanno a vedere cosa c'era nella caverna limitrofa: il preziosissimo, importantissimo oggetto che Sulfureo custodiva era un angelo chiuso dentro una gabbia. Henry quindi lo libera.
Croesus allora si accorge che Pyrgus e Nymph sono ringiovaniti a causa di una "remissione spontanea" della malattia, e non sono i soli: in tutto il Regno ci sono rapporti su remissioni spontanee, segno che la FT è scomparsa da sé.
Lord Rodilegno è fuori dal palazzo che un tempo era stato di Panolis e riflette su tutto il suo piano dall'inizio: provare a rimpiazzare il commercio dei demoni con gli angeli credeva fosse una buona idea, quindi si chiede dove aveva sbagliato. Poi si butta dagli spalti verso le rupi sottostanti, uccidendosi. (in realtà nel libro successivo, La figlia degli Elfi, si scoprirà che non è morto)
Aurora e Henry tornano a Palazzo (e Lorquin a casa sua), e tengono una riunione alla quale partecipano essi stessi, Pyrgus, Nymph, Colias, Madama Circe ed anche Croesus. Durante la riunione Aurora spiega che la FT è stata causata da un angelo: quando lei aveva impedito a Rodilegno di usare i demoni come servi, egli aveva chiesto a Sulfureo di evocare e catturare un angelo, molto più potente dei demoni. Ma essendo Empireo (luogo dove abitano gli angeli) troppo lontano dal Regno, la cattura dell'angelo aveva sottoposto la stessa trama della realtà ad una distorsione che veniva percepita come tempo che fuggiva: in poche parole non era una malattia, bensì una distorsione della realtà. Dopo la riunione Henry accetta l'antica offerta di Aurora di sposarlo, decidendo di rinunciare alla sua vecchia vita nel Mondo Analogo. Aurora lo nomina Signore degli Elfi e si sposano.
Il libro si conclude con la traslazione nel Regno di Potpourri, il gatto che una volta era del signor Fogarty ed ora è di Henry.

## Edizioni
- Herbie Brennan, La guerra degli elfi: Il destino del Regno, traduzione di Angela Ragusa, Arnoldo Mondadori Editore, 2008,  p. 396, ISBN 88-04-56038-X.